# Angelica Ladurner

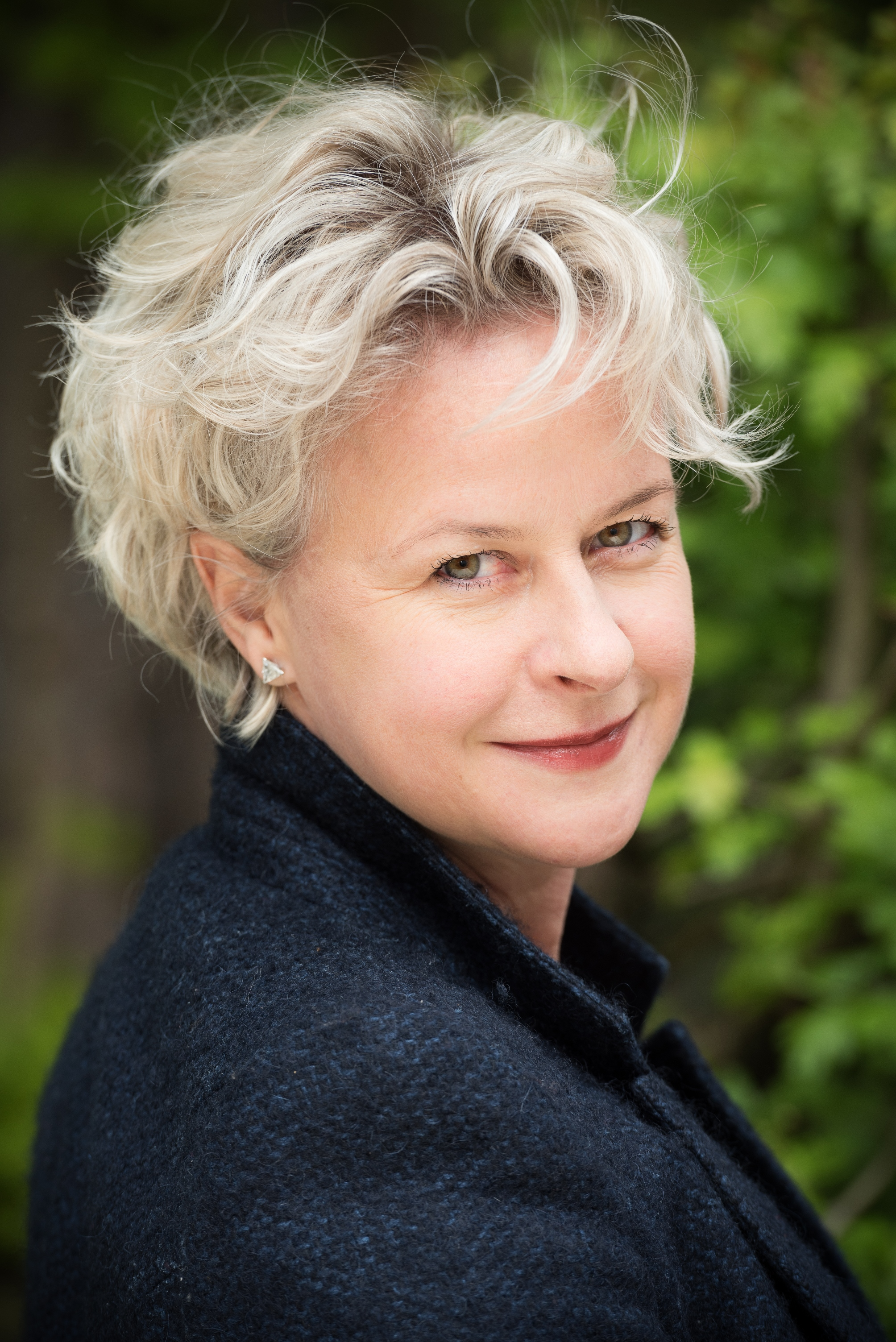
Angelica Ladurner, 2017

Angelica Ladurner (* 1967 in Innsbruck) ist eine österreichische Schauspielerin, Sängerin, Regisseurin und Autorin. Seit 2015 ist sie Intendantin des Ensemble Porcia in Spittal an der Drau. Sie kündigte an sich von diesem Posten nach der Spielzeit 2024 zurückziehen zu wollen.

## Ausbildung
Ladurner spielt seit ihrem 12. Lebensjahr Theater. Begonnen hat sie am Tiroler Landestheater als Knabe in Mozarts Zauberflöte, es folgten dort zahlreiche weitere Kinderrollen. Am Konservatorium Innsbruck studierte sie Block- und Querflöte. Ihre Schauspiel- und Gesangsausbildung erhielt Ladurner bei Sonja Höfer, Helmut Wlasak und Annelies Hückl.

## Engagements und Arbeiten
Engagements als Schauspielerin hatte Ladurner am Tiroler Landestheater, Salzburger Landestheater, Stadttheater Regensburg, Altes Schauspielhaus Stuttgart, Vereinigte Bühnen Bozen, Volkstheater Wien, Augenspieltheater Hall, Kellertheater Innsbruck und Stadttheater Wien. Seit 1996 ist sie fixes Mitglied, seit 2015 als Nachfolgerin von Peter Pikl auch Intendantin des Ensemble Porcia. Regie führte sie unter anderem für die Komödienspiele Porcia, das Theater Präsent Innsbruck, die Vereinigten Bühnen Bozen.
Ladurner ist auch Autorin von Kinderstücken, verlegt bei Sessler Verlag Wien. Beim ORF ist sie als Freie Mitarbeiterin Sprecherin in Literatursendungen, Hörspielen und Dokumentarfilmen.

## Lehrtätigkeit
Von 1992 bis 2000 war Angelica Ladurner Dozentin an der Akademie für Logopädie für das Fach Sprechstimme-Atemschulung. Von 1994 bis 2000 lehrte sie Sprecherziehung am Landeskonservatorium Feldkirch sowie zwei Jahre am Tiroler Landeskonservatorium. 17 Jahre lang war sie Vertragslehrerin im Fach Sprechen und Rezitation am Institut 5 für Sologesang an der Universität Mozarteum. Zudem war sie viele Jahre Mitglied der Curricula-Kommission zur Gestaltung des Studienplanes ebendort.
Weitere Tätigkeiten sind bzw. waren: Lektorin am Institut für Musikpädagogik der Universität Mozarteum Innsbruck, Referentin an der Pädagogischen Hochschule Innsbruck, Lehrerweiterbildung im Fach Sprechen, Rhetorik-Workshops für das Schulamt Südtirol und die Vereinigten Bühnen Bozen, sowie für den Alumni-Verein der Universität Bozen.

## Regiearbeiten
- Komödienspiele Porcia:
  - Jean Tardieu: Die Liebenden in der Untergrundbahn[5]
  - H. C. Artmann: die schwarze köchin oder die hochzeit caspars mit gelsomina (Uraufführung)
  - Angelica Ladurner: Das singende Herz, Kinderstück nach einem Hauff-Märchen
  - Werner Thuswaldner: Landung in St. Jakob (Uraufführung)
  - Georges Feydeau: Die Brautwerber von Loches
  - Edmond Rostand: Cyrano de Bergerac
  - Yasmina Reza: Kunst
  - Marivaux, Fassung von h. c. artmann: Liebe und Zufall
  - William Congreve: Gefährliches Doppelspiel
  - William Shakespeare: Ein Sommernachtstraum
- Vereinigte Bühnen Bozen:
  - Otfried Preußler: Die kleine Hexe
- Theater Präsent Innsbruck:
  - Die Memoiren der Sarah Bernhardt mit Julia Gschnitzer
- Tiroler Festspiele Erl:
  - Giacomo Puccini: Tosca